# Prawo o ustroju sądów powszechnych
Ustawa z dnia 27 lipca 2001 r. – Prawo o ustroju sądów powszechnych – polska ustawa, uchwalona przez Sejm RP, regulująca kwestie prawne związane z działaniem sądów powszechnych.
Ustawa określa:
- strukturę organizacyjną sądów powszechnych
- zadania sądów powszechnych
- organy sądów
- sposób nadzoru nad sądami
- tryb postępowania dyscyplinarnego i kary dyscyplinarne wymierzane wobec sędziów
- prawa i obowiązki sędziów
- kompetencje i zadania innych pracowników sądowych
- zasady finansowania działalności sądów powszechnych.

## Nowelizacje
Ustawę znowelizowano wielokrotnie. Ostatnia zmiana weszła w życie w 2025 roku.